# Aeroportul Radin Inten II
Aeroportul Radin Inten II (IATA: TKG, ICAO: WICT) este un aeroport din Bandar Lampung, Lampung, Indonezia ce deservește zona Lampung. Aeroportul a fost tranzitat în 2018 de 2.643.225 de pasageri.
Situat la o altitudine de 86 m, aeroportul dispune de o singură pistă. Este operat de Ministry of Transportation⁠(d).